# Discografia de Alanis Morissette
A discografia da cantora e compositora canadense-americana Alanis Morissette consiste em 10 álbuns de estúdio, três álbuns ao vivo, seis álbuns de compilação, dois EP, 46 singles, 12 singles promocionais, seis álbuns de vídeo, e 41 videoclipes. Ela vendeu mais de 85 milhões de álbuns em todo o mundo.

## Álbuns

### Álbuns de estúdio
| Ano  | Detalhes | Posições | Posições | Posições | Posições | Posições | Posições | Posições | Posições | Posições | Posições | Posições | Posições | Posições | Posições | Vendas | Certificações |
| Ano  | Detalhes | CAN      | US       | UK       | AUS      | FRA      | ALE      | ITA      | AUT      | SUI      | HOL      | NOR      | SUE      | BEL      | NZ       | Vendas | Certificações |
| ---- | --- | -------- | -------- | -------- | -------- | -------- | -------- | -------- | -------- | -------- | -------- | -------- | -------- | -------- | -------- | --- | --- |
| 1991 | Alanis - Lançamento: 6 de abril de 1991 - Gravadora: MCA (#MCAC-10253) - Formato: CD, CS                                        | 28       | –        | –        | –        | –        | –        | –        | –        | –        | –        | –        | –        | –        | –        | - : 100 000 | - : Platina |
| 1992 | Now Is the Time - Lançamento: agosto de 1992 - Gravadora: MCA - Formato: CD, CS                                                 | 40       | –        | –        | –        | –        | –        | –        | –        | –        | –        | –        | –        | –        | –        | - : 50 000 | - : Ouro |
| 1995 | Jagged Little Pill - Lançamento: 13 de junho de 1995 - Gravadora: Maverick - Formato: CD, CS, LP                                | 1        | 1        | 1        | 1        | 6        | 3        | 2        | 2        | 2        | 1        | 3        | 1        | 1        | 1        | - : 33 000 - : 2 000 000 - : 17 000 - : 1 020 000 - : 3 000 000 - : 1 000 000 - : 1 000 000 - : 500 000 - : 300 000 - : 300 000 - : 100 000 - : 60 000 - : 50 000 - : 15 000 | - : 2× Diamante - : 17× Platina - : 14× Platina - : 10× Platina - : 4× Platina - : 2× Platina - : 4× Platina - : 3× Platina - : Platina - : 2× Platina - : Platina - : Platina - : Platina |
| 1998 | Supposed Former Infatuation Junkie - Lançamento: 3 de novembro de 1998 - Gravadora: Maverick - Formato: CD, k7, LP              | 2        | 1        | 3        | 2        | 5        | 1        | 1        | 3        | 1        | 2        | 1        | 2        | 5        | 1        | - : 8 000 - : 400 000 - : 3 000 - : 140 000 - : 300 000 - : 500 000 - : 200 000 - : 200 000 - : 200 000 - : 150 000 - : 50 000 - : 30 000                                    | - : 4× Platina - : 3× Platina - : 2× Platina - : Platina - : Platina - : 2× Platina - : Platina - : 2× Ouro - : Ouro - : Platina - : 2× Platina                                            |
| 2002 | Under Rug Swept - Lançamento: 26 de fevereiro de 2002 - Gravadora: Maverick - Formato: CD, DVD, LP                              | 1        | 1        | 2        | 1        | 2        | 1        | 1        | 1        | 1        | 2        | 1        | 3        | 3        | 11       | - : 4 000 - : 100 000 - : 1 020 000 - : 200 000 - : 125 000 - : 70 000 - : 40 000 - : 150 000 - : 100 000 - : 20 000                                                         | - : Platina - : Platina - : Platina - : Platina - : Platina - : Platina - : Ouro - : Ouro - : Ouro                                                                                         |
| 2004 | So-Called Chaos - Lançamento: 18 de maio de 2004 - Gravadora: Maverick - Formato: CD, DD, LP                                    | 2        | 5        | 8        | 15       | 5        | 1        | 4        | 1        | 2        | 1        | 2        | 10       | 13       | –        | - : 3 000 000 - : 475 000 - : 60 000 - : 40 000 - : 100 000 - : 50 000 - : 15 000                                                                                            | - : Prata - : Platina - : Ouro - : Ouro - : Ouro |
| 2008 | Flavors of Entanglement - Lançamento: 2 de junho de 2008 - Gravadora: Maverick - Formato: CD, DD, LP                            | 3        | 8        | 15       | 17       | 6        | 8        | 8        | 3        | 1        | 7        | 12       | 36       | 8        | 35       | - : 700 000 - : 235 000 - : 35 000 - : 15 000 | - : Ouro - : Ouro |
| 2012 | Havoc and Bright Lights - Lançamento: 28 de agosto de 2012 - Gravadora: Maverick - Formato: CD, DD, LP                          | 1        | 5        | 12       | 22       | 20       | 2        | 1        | 1        | 1        | 2        | 9        | 32       | 5        | 27       | - : 600 000 - : 92 000 - : 60 000 - : 100 000 | - : Prata - : Ouro |
| 2020 | Such Pretty Forks in the Road - Lançamento: 31 de julho de 2020 - Gravadora: - Epiphany - Thirty Tigers - RCA - Formato: CD, LP | 14       | 16       | 8        | 10       | 45       | 4        | 16       |          |          | 13       |          |          | 3        | 40       | - : 315 000 - : 23 000 | |
| 2022 | The Storm Before The Calm - Lançamento: 17 de junho de 2022 - Gravadora: Epiphany Music - Formato: CD                           | 1        | 5        | 12       | 22       | 20       | 2        | 1        | 1        | 1        | 2        | 9        | 32       | 5        | 27       | - : 20 000 | |

Notas
- Os dois primeiros álbuns foram editados apenas no Canadá. Jagged Little Pill é o seu primeiro lançamento internacional.

### Outros álbuns
| Ano                                                        | Detalhes | Posições | Posições | Posições | Posições | Posições | Posições | Posições | Posições | Posições | Posições | Posições | Posições | Posições | Vendas | Certificações                                                                 |
| Ano                                                        | Detalhes | CAN      | U.S.     | UK       | AUS      | FRA      | ALE      | ITA      | AUT      | SUI      | HOL      | NOR      | SUE      | BEL      | Vendas | Certificações                                                                 |
| ---------------------------------------------------------- | --- | -------- | -------- | -------- | -------- | -------- | -------- | -------- | -------- | -------- | -------- | -------- | -------- | -------- | --- | ----------------------------------------------------------------------------- |
| 1999                                                       | MTV Unplugged - Lançamento: 9 de novembro de 1999 - Gravadora: Maverick (#947589-2) - Formato: CD, K7, LP        | 42       | 63       | 56       | 101      | 21       | 5        | 6        | 5        | 4        | 57       | 6        | 56       | 10       | - : 2 000 000 - : 673 000 - : 250 000 - : 300 000 - : 100 000 - : 50 000 - : 50 000 - : 25 000 - : 25 000 | - : Ouro - : Platina - : Platina - : Ouro - : Ouro - : Ouro - : Ouro - : Ouro |
| 2002                                                       | Feast on Scraps - Lançamento: 10 de dezembro de 2002 - Gravadora: Maverick (#759938533-2) - Formato: CD/DVD      | –        | 194      | –        | –        | –        | –        | –        | –        | –        | –        | –        | –        | –        | - : 76 000 - : 25 000                                                                                     | - : Ouro                                                                      |
| 2004                                                       | iTunes Originals - Lançamento: 15 de junho de 2004 - Gravadora: Maverick - Formato: DD                           | –        | –        | –        | –        | –        | –        | –        | –        | –        | –        | –        | –        | –        | |                                                                               |
| 2005                                                       | Jagged Little Pill Acoustic - Lançamento: 13 de junho de 2005 - Gravadora: Maverick (#49345-2) - Formato: CD, DD | 19       | 50       | 11       | 21       | 8        | 15       | 38       | 9        | 5        | 28       | –        | –        | 19       | - : 370 000 - : 100 000                                                                                   | - : Ouro                                                                      |
| 2005                                                       | The Collection - Lançamento: 15 de novembro de 2005 - Gravadora: Maverick (#CDW49490) - Formato: CD, CD/DVD, DD  | –        | 51       | 44       | 110      | –        | 18       | 16       | 12       | 9        | 10       | 6        | –        | 44       | - : 1 000 - : 401 000 - : 100 000 - : 100 000                                                             | - : Ouro - : Ouro                                                             |
| "—" não chegou às paradas ou não foi lançado nessa região. | |          |          |          |          |          |          |          |          |          |          |          |          |          | |                                                                               |

## Singles
| Ano  | Música                                                     | Posições | Posições | Posições | Posições | Posições | Posições | Posições | Posições | Posições | Posições | Posições | Certificações (vendas)                                            | Álbum                              |
| Ano  | Música                                                     | CAN      | US       | US Pop   | UK       | AUS      | AUT      | HOL      | BEL      | NZ       | ALE      | SUI      | Certificações (vendas)                                            | Álbum                              |
| ---- | ---------------------------------------------------------- | -------- | -------- | -------- | -------- | -------- | -------- | -------- | -------- | -------- | -------- | -------- | ----------------------------------------------------------------- | ---------------------------------- |
| 1991 | "Too Hot"                                                  | 14       | –        | –        | –        | –        | –        | –        | –        | –        | –        | –        |                                                                   | Alanis                             |
| 1991 | "Walk Away"                                                | 35       | –        | –        | –        | –        | –        | –        | –        | –        | –        | –        |                                                                   | Alanis                             |
| 1991 | "Feel Your Love"                                           | 24       | –        | –        | –        | –        | –        | –        | –        | –        | –        | –        |                                                                   | Alanis                             |
| 1992 | "Plastic"                                                  | 67       | –        | –        | –        | –        | –        | –        | –        | –        | –        | –        |                                                                   | Alanis                             |
| 1992 | "An Emotion Away"                                          | 24       | –        | –        | –        | –        | –        | –        | –        | –        | –        | –        |                                                                   | Now Is the Time                    |
| 1993 | "No Apologies"                                             | 14       | –        | –        | –        | –        | –        | –        | –        | –        | –        | –        |                                                                   | Now Is the Time                    |
| 1993 | "Real World"                                               | 85       | –        | –        | –        | –        | –        | –        | –        | –        | –        | –        |                                                                   | Now Is the Time                    |
| 1993 | "(Change Is) Never a Waste of Time"                        | 30       | –        | –        | –        | –        | –        | –        | –        | –        | –        | –        |                                                                   | Now Is the Time                    |
| 1995 | "You Oughta Know"                                          | 20       | 6        | 7        | 22       | 4        | –        | 17       | 39       | 25       | –        | –        | - : Platina - : Ouro - : Ouro                                     | Jagged Little Pill                 |
| 1995 | "Hand in My Pocket"                                        | 1        | –        | 4        | 26       | 13       | –        | 86       | –        | 7        | –        | –        | - : Ouro - : Ouro                                                 | Jagged Little Pill                 |
| 1996 | "Ironic"                                                   | 1        | 4        | 1        | 11       | 3        | –        | 6        | 6        | 3        | 8        | 9        | - : Ouro - : Ouro - : Ouro - : Ouro - : Ouro - : Ouro - : Platina | Jagged Little Pill                 |
| 1996 | "You Learn"                                                | 1        | 6        | 1        | 24       | 20       | –        | –        | –        | 13       | –        | –        | - : Prata                                                         | Jagged Little Pill                 |
| 1996 | "Head over Feet"                                           | 1        | –        | 1        | 7        | 12       | –        | 24       | 60       | 27       | 73       | –        | - [[Australian Recording Industry Association\|]]: Ouro - : Prata | Jagged Little Pill                 |
| 1997 | "All I Really Want"                                        | 2        | –        | –        | 59       | 40       | –        | –        | –        | –        | –        | –        |                                                                   | Jagged Little Pill                 |
| 1998 | "Uninvited"                                                | 7        | –        | 1        | –        | –        | –        | –        | –        | –        | –        | –        | - : Prata                                                         | City of Angels                     |
| 1998 | "Thank U"                                                  | 1        | 17       | 2        | 5        | 15       | 10       | 8        | 25       | 2        | 19       | 18       | - : Ouro - : Ouro - : Prata                                       | Supposed Former Infatuation Junkie |
| 1998 | "Joining You"                                              | 30       | –        | –        | 28       | –        | 26       | 51       | –        | –        | 28       | 46       |                                                                   | Supposed Former Infatuation Junkie |
| 1999 | "Unsent"                                                   | 9        | 58       | 21       | –        | 81       | –        | –        | –        | 28       | –        | –        |                                                                   | Supposed Former Infatuation Junkie |
| 1999 | "So Pure"                                                  | 14       | –        | 38       | 38       | –        | –        | –        | –        | –        | –        | –        |                                                                   | Supposed Former Infatuation Junkie |
| 1999 | "That I Would Be Good" (unplugged)                         | –        | –        | –        | –        | –        | –        | 55       | –        | –        | –        | –        |                                                                   | MTV Unplugged                      |
| 2000 | "King of Pain" (unplugged)                                 | –        | –        | –        | –        | –        | –        | 92       | –        | –        | –        | –        |                                                                   | MTV Unplugged                      |
| 2002 | "Hands Clean"                                              | 1        | 23       | 19       | 12       | 9        | 12       | 15       | 40       | 1        | 18       | 5        | - : Ouro                                                          | Under Rug Swept                    |
| 2002 | "Precious Illusions"                                       | 4        | –        | –        | 53       | 41       | –        | 79       | –        | –        | 77       | 95       |                                                                   | Under Rug Swept                    |
| 2004 | "Everything"                                               | 3        | 76       | –        | 22       | 15       | 12       | 43       | 54       | –        | 29       | 22       |                                                                   | So-Called Chaos                    |
| 2004 | "Out Is Through"                                           | –        | –        | –        | 56       | 79       | –        | 76       | –        | –        | 76       | 67       |                                                                   | So-Called Chaos                    |
| 2004 | "Eight Easy Steps"                                         | –        | –        | –        | –        | –        | –        | –        | –        | –        | –        | –        |                                                                   | So-Called Chaos                    |
| 2005 | "Crazy"                                                    | 29       | 106      | 95       | 65       | 61       | 20       | 40       | 3        | –        | 38       | 31       |                                                                   | The Collection                     |
| 2008 | "Underneath"                                               | 15       | –        | 27       | 99       | –        | 75       | –        | 16       | –        | 32       | 16       | - : Diamante                                                      | Flavors of Entanglement            |
| 2008 | "In Praise of the Vulnerable Man"                          | –        | –        | –        | –        | –        | –        | –        | –        | –        | –        | –        |                                                                   | Flavors of Entanglement            |
| 2008 | "Not as We"                                                | –        | 122      | –        | 197      | –        | –        | –        | –        | –        | –        | –        |                                                                   | Flavors of Entanglement            |
| 2012 | "Guardian"                                                 | 41       | –        | –        | –        | –        | 11       | 62       | 24       | –        | 13       | 12       | - : Ouro - : Ouro                                                 | Havoc and Bright Lights            |
| 2012 | "Lens"                                                     | –        | –        | –        | –        | –        | –        | –        | –        | –        | –        | –        |                                                                   | Havoc and Bright Lights            |
| 2012 | "Receive"                                                  | –        | –        | –        | –        | –        | –        | –        | 33       | –        | 73       | –        |                                                                   | Havoc and Bright Lights            |
| 2020 | "Reasons I Drink"                                          | -        | –        | 36       | –        | 105      | -        | -        | 32       | –        | -        | -        |                                                                   | Such Pretty Forks In The Road      |
| 2020 | "Smiling"                                                  | –        | –        | –        | –        | –        | –        | –        | -        | –        | -        | –        |                                                                   | Such Pretty Forks In The Road      |
| 2020 | "Diagnoses"                                                | –        | –        | –        | –        | –        | –        | –        | -        | –        | -        | –        |                                                                   | Such Pretty Forks In The Road      |
| 2021 | "Reckoning"                                                | –        | –        | –        | –        | –        | –        | –        | -        | –        | -        | –        |                                                                   | Such Pretty Forks In The Road      |
| 2021 | "Ablaze"                                                   | –        | –        | 26       | –        | –        | –        | –        | -        | –        | -        | –        |                                                                   |                                    |
| 2021 | "—" não chegou às paradas ou não foi lançado nessa região. |          |          |          |          |          |          |          |          |          |          |          |                                                                   |                                    |

## Vidiografia
- Blu Ray
  - 2004: Soundstage
  - 2010: Live At Carling Academy - Brixton London
  - 2013: Live at Montreux 2012
- DVDs
  - 1997: Jagged Little Pill Live
  - 2002: Alanis Morissette: Live in the Navajo Nation
  - 2002: Under Rug Swept DVD Audio
  - 2002: Feast on Scraps CD/DVD Edition
  - 2005: VH1 Storytellers: Alanis Morissette
  - 2005: Jagged Little Pill CD/DVD Deluxe Edition:Diamond Wink Tour
  - 2005: The Collection CD/DVD Limited Edition
  - 2012: Havoc And Bright Lights CD/DVD/CD Live(Limited Premium Edition Bonus-DVD)
  - 2013: Live at Montreux 2012
- DVDs em que participa
  - 1998: City Of Angels Especial Edition/Entrevista Com Alanis Morissette
  - 1998: Warner Music Group O DVD Volume 2
  - 1999: Charlie Rose with Alanis Morissette/Entrevista
  - 1999: Live Woodstock ´99/So Pure Live
  - 2001: Amnesty International/Apresentação de 1999 em Paris,músicas:Baba,Hand In My Pocket e Thank'U
  - 2002: Jay And Silent Bob Strike Back/O Império Do Besterol Contra-Ataca/Alanis só aparece depois dos créditos
  - 2002: Come Together/Apresentação de 2002,música Dear Prudence,John Lennon Cover
  - 2004: Saturday Night Live/Apresentação de 1996,música Hand In My pocket
  - 2005: Global Warming: The Signs and The Science
  - 2006: The F-Bomb
  - 2006: The Great Warming
  - 2008: 14 Women
  - 2010: Get Him to the Greek
  - 2012: More Business of Being Born
  - 2013: The Beatles - 50 Years Tribute, música Dear Prudence,John Lennon Cover
  - 2022: Laura Pausini - Prazer em Conhecer ( Prime Vídeo)
- Videoclipes
  - 1991 Too Hot
  - 1991 Walk Away
  - 1991 Feel Your Love
  - 1991 Plastic
  - 1992 An Emotion Away
  - 1993 No Apologies
  - 1993 Real World
  - 1995 You Oughta Know
  - 1995 Hand in My Pocket
  - 1995 Ironic
  - 1996 Ironic (2ª versão com a garotinha)
  - 1995 You Learn
  - 1996 Head over Feet
  - 1996 Head over Feet (2ª versão)
  - 1998 Thank U
  - 1999 Unsent
  - 1999 Unsent (versão cinematográfica)
  - 1999 So Pure
  - 1998 Joining You (não lançado)
  - 2002 Hands Clean
  - 2002 Hands Clean (versão making of)
  - 2002 Precious Illusions
  - 2002 Precious Illusions (2ª versão)
  - 2004 Everything
  - 2004 Eight Easy Steps
  - 2004 Out Is Through
  - 2005 Hand in My Pocket (acústico)
  - 2005 Crazy
  - 2007 My Humps (paródia do videoclipe do Black Eyed Peas)
  - 2007 Underneath (gravado e editado em 48 horas para o Elevate Film Festival de 2007.)
  - 2008 Underneath (oficial)
  - 2008 Underneath (versão making of)
  - 2008 Underneath (versão Josh Harrys remix)
  - 2008 Not as We
  - 2012 Guardian (liric version)
  - 2012 Guardian (oficial vídeo)
  - 2012 Lens
  - 2012 Lens (2° versão)
  - 2012 Receive  (edit version)
  - 2012 Receive
  - 2013 Empathy
  - 2014 Today
  - 2014 Big Sur
  - 2014 The Morning (Do filme "A Small Section Of The World)
  - 2015 Superstar Wonderful Weirdos
  - 2020 Reasons I Drink
  - 2020 Ablaze

## Músicas em trilhas sonoras
- "Walk Away" - (Problem Child 2/O Pestinha 2) - 1991
- "Fell Your Love" - (Just One Of The Girls/Uma Garota Muito Especial) - 1993
- "Head Over Feet" - (Malhação) - 1996
- "You Learn" - (Anjo de Mim) - 1996
- "Uninvited" - (City Of Angels/Cidade Dos Anjos) - 1998
- "Still" - (Dogma) - 1999
- "That I Would Be Good" - (Suave Veneno) - 1999
- "Excess" - Feat. Tricky (13 Ghosts/13 Fantasmas) - 2001 (Backing Vocal)
- "Excess" - Feat. Tricky (Quen Of The Damned/A Rainha Dos Condenados) - 2002 (Backing Vocal)
- "Flinch" - (Desejos de Mulher) - 2002
- "Offer" - (Celebridade) - 2003
- "Let's Do It (Let's Fall In Love)" - (De-Lovely/Vida E Amores De Cole Porter) - 2004
- "Not All Me" - (A Lua Me Disse) - 2005
- "Wunderkind" - (The Chronicles Of Narnia/As Crônicas De Narnia) - 2005
- "You Oughta Know" - (The Breakup/Separados Pelo Casmento) - 2006
- "Crazy" - (The Devil Wears Prada/O Diabo Veste Prada) - 2006
- "Everything" - (Clerks 2/O Balconista 2) - 2006
- "Everything" - (14 Women/14 Mulheres) - 2008
- "I Remain" - (Prince Of Persia/O Príncipe Da Persia) - 2010
- "Profissional Torturer" - (Radio Free Albemuth) - 2010
- "Thank'U" - (The Way/O Caminho) - 2011
- "Ironic" - (Malhação) - 2012
- "Ironic" - (The Internship/O Estagio) - 2013
- "Guardian" - (Sangue Bom) - 2013
- "Empathy" - (Amor à Vida) - 2013
- "Receive" - (Além do Horizonte) - 2013
- "Receive" - (Malhação) - 2014
- "The Morning" - (A Small Section Of The Wolrd) - 2014
- "Lens" - (Malhação) - 2015
- "Hand In My Pocket" - (Lady Bird) - 2017
- "Hand In My Pocket" - (Jovens Bruxas - Nova Irmandade) - 2020
- "Uninvited" - (Yellowjackets 1 Temporada) - 2021
- "Reckoning" - (Manifest: O Mistério do Voo 828) - 2021
- "Reckoning" - (Grey's Anatomy 18 Temporada) - 2022